# Kurovice (tvrz)

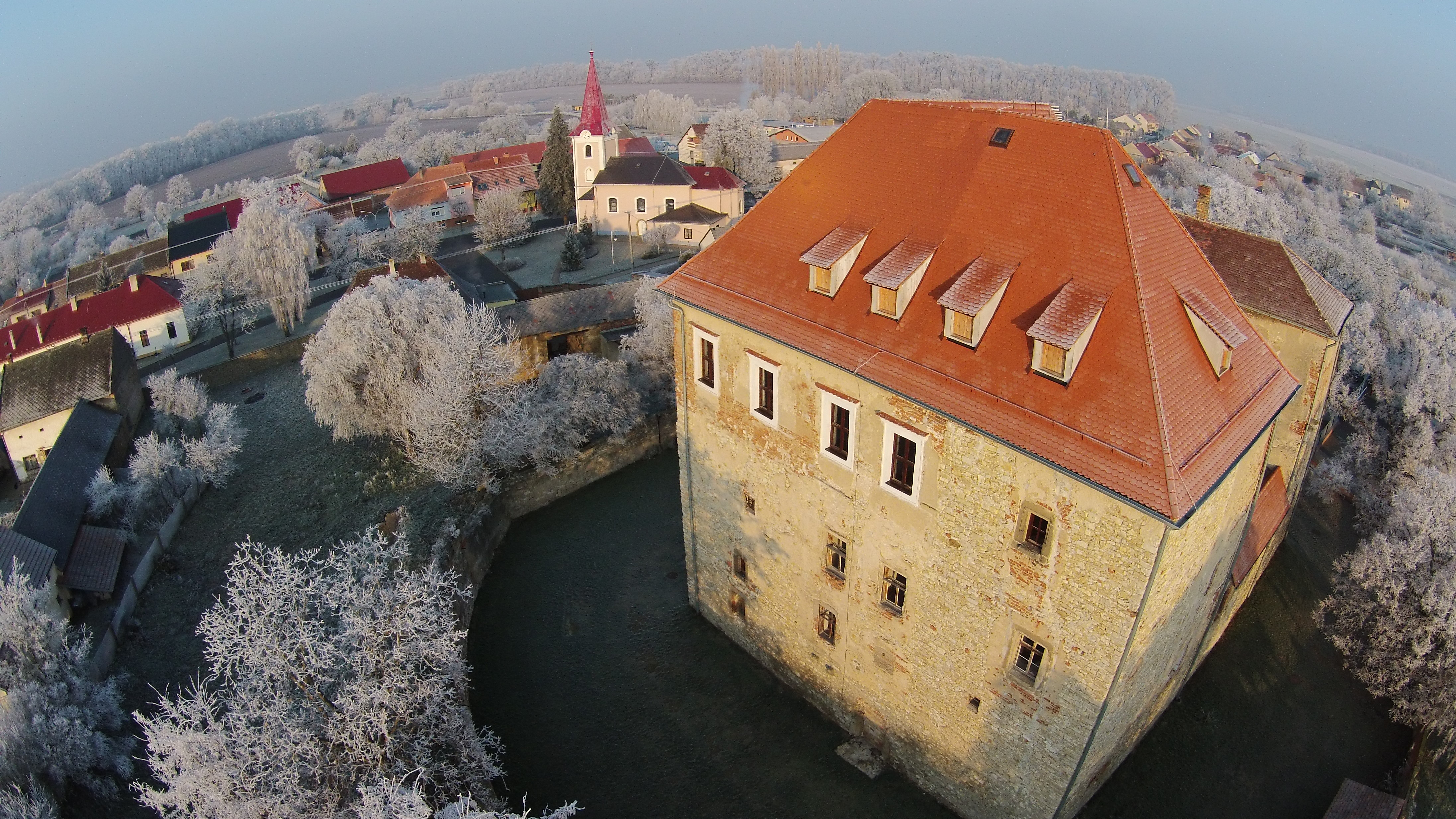
Hrad Kurovice

Kurovice jsou původně středověké šlechtické sídlo na pomezí výstavné tvrze a hradu ve stejnojmenné vesnici v okrese Kroměříž. Založeno bylo ve 13. století, ale nejstarší zděné konstrukce pochází z 15. století. Objekt je chráněn jako kulturní památka.

## Historie
Kurovická tvrz je zmiňována v roce 1275, kdy byla lénem olomouckých biskupů. V letech 1423–1424 byla tvrz zničena husity. K výraznému stavebnímu vývoji došlo za držitelů rodu Vrchlabských od devadesátých let 15. století do poloviny 16. století. Jednotlivé přestavby, kamenické prvky a honosné klenby, které budovali bratři Vrchlabští, se dochovaly téměř v nezměněné podobě. Dalším majitelem, který se výrazně podepsal na podobě tvrze, byl Jáchym Zoubek ze Zdětína, který ji převzal od Vrchlabských ve druhé polovině 16. století. Jeho erb s nápisem „JOACHIM ZVB ZE ZDIETINA A NA MOSSTIENICI KOMORNIK MENSSI ETC.“ je vsazen jako svorník v jedné z kleneb. Poslední zásadní stavební úpravy provedl Václav Eusebius Lobkovic, který nechal přistavět poslední patro, čímž zcela zanikla samostatná věž, která do té doby tvořila dominantu stavby.
Kurovickou tvrz navštěvoval i Albrecht z Valdštejna, zejména po pražské defenestraci, kdy mu jako stoupenci Ferdinanda II. bylo zkonfiskováno panství Lukov a ves Rymice s tvrzí. V Kurovicích se tajně scházel s Ladislavem z Lobkovic, protože na zámku v Holešově by byla jeho přítomnost velmi nápadná.
Ve 20. století tvrz sloužila jako bytový dům až do roku 1988 (tehdy byla označována jako zámek), kdy započalo Muzeum Kroměřížska s celkovou rekonstrukcí, která byla roku 1990 přerušena. V roce 2006 objekt přešel z majetku Zlínského kraje (zřizovatel Muzea Kroměřížska) do soukromých rukou.

## Stavební podoba
Původní, menší stavba ze 13. století byla pravděpodobně převážně dřevěná, dnešní nejstarší dochované zdivo pochází z první poloviny 15. století. Nová tvrz již měřila v půdorysu 30 × 20 metrů, skládala se ze samostatně stojící věže na jižní straně a paláce na straně západní a toto jádro bylo obehnáno dvojitým opevněním, přes které vedl přístupový most. Most se dvěma příkopy, které překonával, byl údajně dochován ještě na začátku 20. století.
Tvrz je samostatně stojící dvouposchoďová budova z lomového zdiva na půdorysu U s valbovou střechou krytou bobrovkami s nadúrovňovým uzavřeným nádvořím. Jádro tvrze je gotické. Budovu tvoří tři křídla, z nichž průčelní je pětiosé a boční křídla jsou tříosá, s nepravidelně rozmístěnými pravoúhlými okny. Mezi patry je kordonová římsa.

### Interiér
Místnosti v přízemí jsou zaklenuta valenou klenbou s výsečemi. V prvním poschodí je křížová klenba a v jižním křídle má žebrová klenba klínově profilovaná žebra. V křížové klenbě věže je erb Kurovských z Vrchlabí. Portály vchodů a ostění oken jsou pískovcová z 15. a 16. století. Při opravách byly objeveny hebrejské nápisy datované do roku 1656.